# Unione Sportiva Livorno 1974-1975
Questa pagina raccoglie le informazioni riguardanti l'Unione Sportiva Livorno nelle competizioni ufficiali della stagione 1974-1975.

## Stagione
Nella stagione 1974-1975 del Livorno, seconda con Corasco Martelli alla presidenza, è un'altra stagione nella quale non si riesce a risollevarsi dalla mediocrità della Serie C. Sulla panchina amaranto si sono alternati tre allenatori Francisco Lojacono, Mauro Lessi e Aldo Puccinelli. Si chiuderà il girone B del campionato di Serie C con il tredicesimo posto in classifica a 36 punti, torneo vinto dal Modena con 53 punti e promosso in Serie B. Unica soddisfazione di stagione il gruzzolo di diciotto reti realizzate dal bomber "Romoletto" Bruno Graziani.

## Rosa
| N. |                   | Ruolo | Calciatore          |
| -- | ----------------- | ----- | ------------------- |
|    | Italia (bandiera) | C     | Marco Ammannati     |
|    | Italia (bandiera) | C     | Diego Bianchini     |
|    | Italia (bandiera) | D     | Mirco Brilli        |
|    | Italia (bandiera) | P     | Patrizio Castelli   |
|    | Italia (bandiera) | A     | Pietro Cracchiolo   |
|    | Italia (bandiera) | A     | Ermanno Cristin     |
|    | Italia (bandiera) | D     | Francesco Francese  |
|    | Italia (bandiera) | C     | Paolo Garzelli      |
|    | Italia (bandiera) | D     | Claudio Giulianini  |
|    | Italia (bandiera) | A     | Bruno Graziani      |
|    | Italia (bandiera) | D     | Gianfranco Guerrini |
|    | Italia (bandiera) | C     | Bruno Lombardi      |
|    | Italia (bandiera) | C     | Dino Lugheri        |
|    | Italia (bandiera) | C     | Riccardo Martelli   |

| N. |                   | Ruolo | Calciatore       |
| -- | ----------------- | ----- | ---------------- |
|    | Italia (bandiera) | D     | Renzo Martin     |
|    | Italia (bandiera) | P     | Poerio Mascella  |
|    | Italia (bandiera) | C     | Ennio Mastalli   |
|    | Italia (bandiera) | A     | Franco Mondello  |
|    | Italia (bandiera) | C     | Michele Moro     |
|    | Italia (bandiera) | D     | Luciano Mucci    |
|    | Italia (bandiera) | D     | Mauro Niccolai   |
|    | Italia (bandiera) | C     | Mauro Porri      |
|    | Italia (bandiera) | C     | Ilario Salvadori |
|    | Italia (bandiera) | C     | Marco Torresani  |
|    | Italia (bandiera) | P     | Emilio Tuccella  |
|    | Italia (bandiera) | D     | Elvio Zanghi     |
|    | Italia (bandiera) | D     | Paolo Zanoli     |

## Risultati

### Girone di andata
| Arbitro: | Celli (Trieste) |

|                                     |           |  |
| Graziani 31’, 76’ (rig.) Martin 65’ | Marcatori |  |

| Arbitro: | Morato (Padova) |

|                  |           |  |
| Bergamo 31’, 76’ | Marcatori |  |

| Arbitro: | Tonolini (Milano) |

|                     |           |  |
| Graziani 67’ (rig.) | Marcatori |  |

| Sassari 6 ottobre 1974 4ª giornata | Torres           | 0 – 0 | Livorno | Stadio Acquedotto\| Arbitro: \| Marino (Taranto) \| |
| Arbitro:                           | Marino (Taranto) |       |         |                                                     |

| Arbitro: | Terpin (Trieste) |

|  |           |                     |
|  | Marcatori | 59’ (rig.) Graziani |

| Arbitro: | Mascia (Milano) |

|             |           |  |
| Garzelli 5’ | Marcatori |  |

| Arbitro: | Bitocchi (Tivoli) |

|              |           |              |
| Ferrario 55’ | Marcatori | 66’ Garzelli |

| Arbitro: | Lops (Torino) |

|             |           |            |
| Mondello 2’ | Marcatori | 3’ Podestà |

| Arbitro: | Frasso (Capua) |

|             |           |                     |
| Cipelli 62’ | Marcatori | 75’ (rig.) Graziani |

| Arbitro: | Busalacchi (Palermo) |

|               |           |  |
| Torresani 75’ | Marcatori |  |

| Arbitro: | Ambrosio (Napoli) |

|                         |           |                |
| Gallina 37’ Ruggeri 70’ | Marcatori | 85’ Cracchiolo |

| Arbitro: | Celli (Trieste) |

|                    |           |  |
| Braglia 81’ (rig.) | Marcatori |  |

| Arbitro: | Baldi (Roma) |

|                      |           |  |
| Moro 7’ Graziani 44’ | Marcatori |  |

| Arbitro: | Governa (Alessandria) |

|            |           |             |
| Martin 19’ | Marcatori | 68’ Vastini |

| Arbitro: | Zanchetta (Treviso) |

|           |           |                     |
| Rossi 39’ | Marcatori | 59’ (rig.) Graziani |

| Arbitro: | Ponzano (Alessandria) |

|              |           |  |
| Graziani 12’ | Marcatori |  |

| Arbitro: | Mascia (Milano) |

|                                                            |           |                |
| Blasig 5’ Matricciani 30’, 72’ Bellotto 61’ Bellinazzi 85’ | Marcatori | 69’ Cracchiolo |

| Arbitro: | Longhi (Roma) |

|  |           |                                               |
|  | Marcatori | 58’ (aut.) Guerrini 74’ De Carolis 82’ Frutti |

| Arbitro: | S. Marino (Taranto) |

|                                      |           |                         |
| Tendi 24’ (rig.) 33’ Di Prospero 37’ | Marcatori | 53’ Zanoli 65’ Mondello |

### Girone di ritorno
| Arbitro: | Milan (Treviso) |

|            |           |            |
| Biloni 28’ | Marcatori | 39’ Zanoli |

| Arbitro: | Zacchetti (Milano) |

|                          |           |  |
| Cristin 31’ Graziani 89’ | Marcatori |  |

| Arbitro: | Andreoli (Padova) |

|                        |           |  |
| Radio 20’ Bressani 86’ | Marcatori |  |

| Arbitro: | Bitocchi (Tivoli) |

|              |           |                |
| Mondello 23’ | Marcatori | 28’ Marco Piga |

| Arbitro: | Paparesta (Bari) |

|              |           |  |
| Graziani 75’ | Marcatori |  |

| Arbitro: | Chiri (Mantova) |

|                         |           |              |
| Piccioni 23’ (rig.) 76’ | Marcatori | 80’ Graziani |

| Arbitro: | Casaburi (Napoli) |

|              |           |                   |
| Graziani 18’ | Marcatori | 79’ (rig.) Zunino |

| Arbitro: | Bronzino (Monza) |

|                              |           |                  |
| Martin 37’ (aut.) Vitali 61’ | Marcatori | 23’ (aut.) Ricci |

| Arbitro: | Ponzano (Alessandria) |

|                     |           |  |
| Martelli 40’ (rig.) | Marcatori |  |

| Arbitro: | Migliore (Salerno) |

|                                           |           |  |
| Umile 15’ Zanotti 37’ Guasti 48’ Sena 88’ | Marcatori |  |

| Arbitro: | Pieroni (Fabriano) |

|              |           |             |
| Graziani 55’ | Marcatori | 80’ Sintini |

| Arbitro: | Lazzaroni (Milano) |

|              |           |  |
| Graziani 64’ | Marcatori |  |

| Arbitro: | Agate (Torino) |

|          |           |  |
| Grop 35’ | Marcatori |  |

| Arbitro: | Canesi (Cremona) |

|                                    |           |          |
| Perissinotto 72’, 77’ De Ponti 80’ | Marcatori | 89’ Moro |

| Arbitro: | Bardoni (Modena) |

|                            |           |  |
| Graziani 58’ Ammannati 75’ | Marcatori |  |

| Arbitro: | Zanchetta (Treviso) |

|                     |           |  |
| Galletti 38’ (rig.) | Marcatori |  |

| Arbitro: | Lops (Torino) |

|                     |           |                                                   |
| Graziani 45’ (rig.) | Marcatori | 2’ (aut.) Zanghi 16’ Blasig 47’ (rig.) Bellinazzi |

| Arbitro: | Frasso (Capua) |

|                               |           |              |
| Asnicar 3’ Bacchin 40’ (rig.) | Marcatori | 48’ Mastalli |

| Arbitro: | Lanzafame (Taranto) |

|                                                          |           |                                           |
| Graziani 35’, 56’ (rig.) Brilli 82’ Pezzopane 88’ (aut.) | Marcatori | 63’ (rig.) Cappanera 74’, 80’ Balestrelli |